# Villabuena de Álava
Villabuena de Álava (em castelhano) ou Villabuena Araba (em basco) é um município da Espanha na província de Álava, comunidade autónoma do País Basco, de área 8,48 km² com população de 314 habitantes (2007) e densidade populacional de 37,90 hab/km².

## Demografia
| Variação demográfica do município entre 1991 e 2004 | Variação demográfica do município entre 1991 e 2004 | Variação demográfica do município entre 1991 e 2004 | Variação demográfica do município entre 1991 e 2004 |
| --------------------------------------------------- | --------------------------------------------------- | --------------------------------------------------- | --------------------------------------------------- |
| 1991                                                | 1996                                                | 2001                                                | 2004                                                |
| 352                                                 | 345                                                 | 321                                                 | 321                                                 |